# Лужа

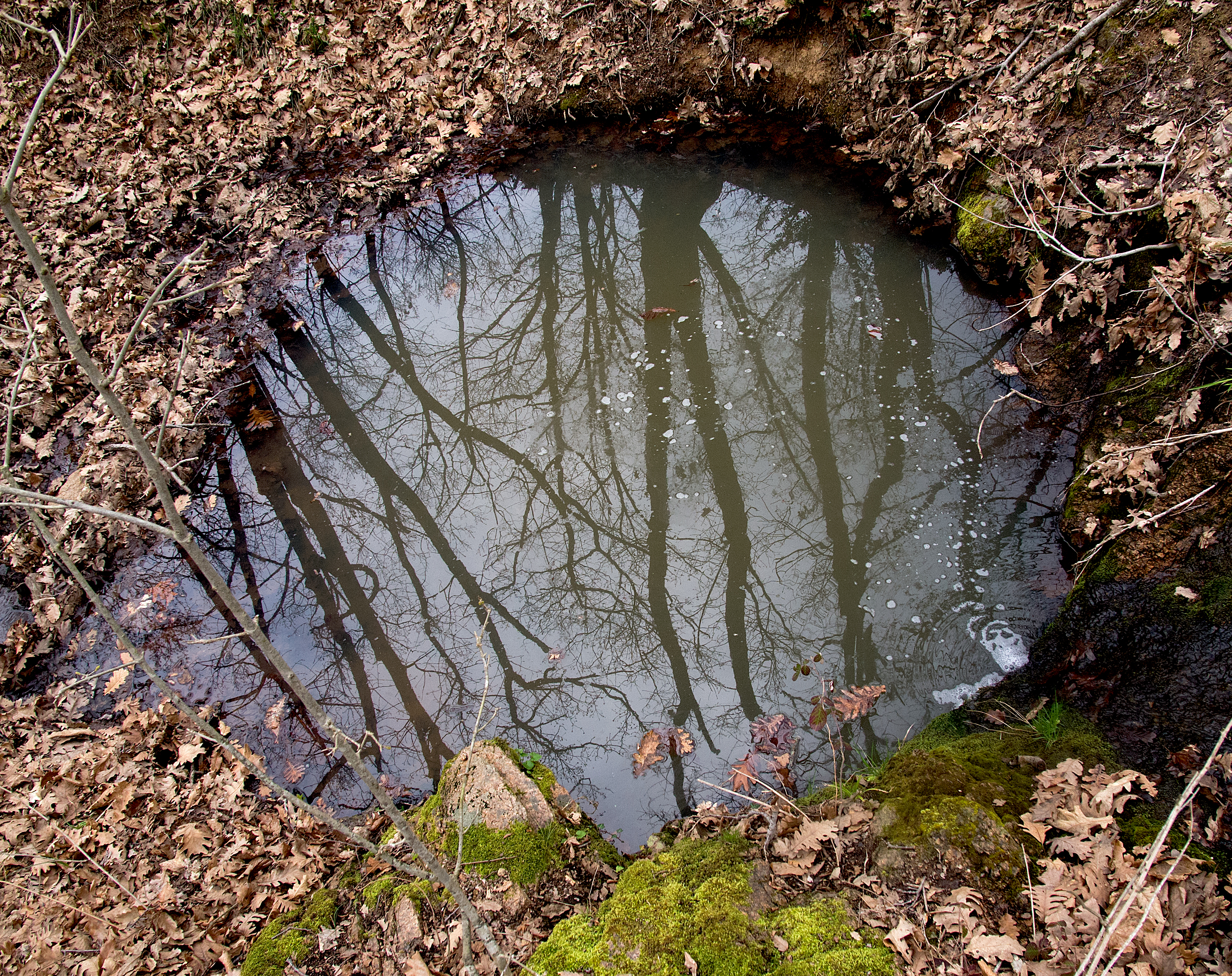
Отражение в луже

Схема образования дождевой лужи

Лу́жа — плоское скопление жидкости (обычно воды). Слово в русском языке древнее: в форме дательного падежа множественного числа «лужамъ» и современном значении оно встречается в Воскресенской летописи под 1477 годом.

## Описание
В старину на севере России лужи называли — ляга и лыва, а в южных говорах калюжей или калужей, слово «калюжа» есть в современном украинском языке.

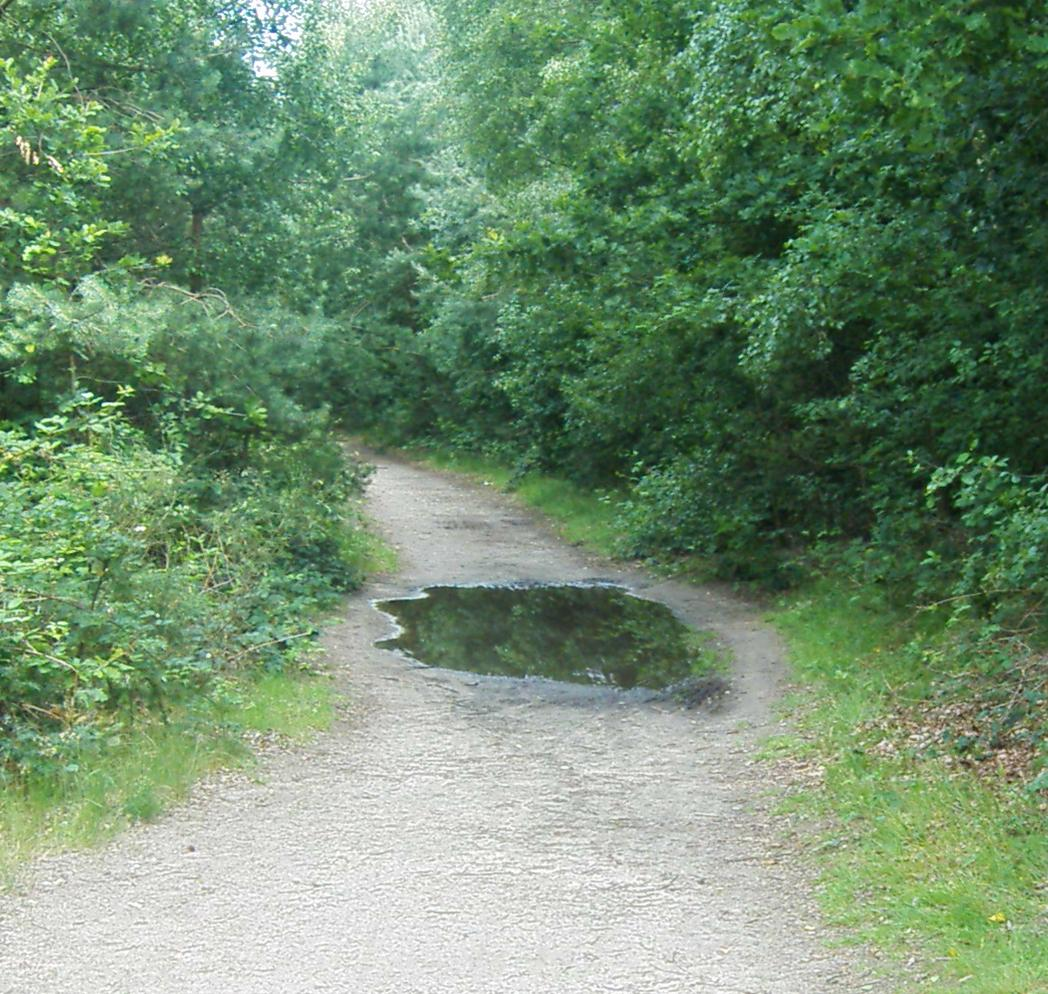
Лужа на лесной дороге

Лужи образуются, например, после дождя или в результате таяния снега и могут существовать до нескольких часов или дней, до тех пор, пока жидкость не просочится под землю или в дренажные системы или не испарится. Но бывают и лужи, которые существуют постоянно, так как образуются во впадинах, где нет естественного стока. Поперечные размеры и глубина лужи могут быть различны (длина — от нескольких сантиметров до десятков метров) в зависимости от погоды и рельефа местности.

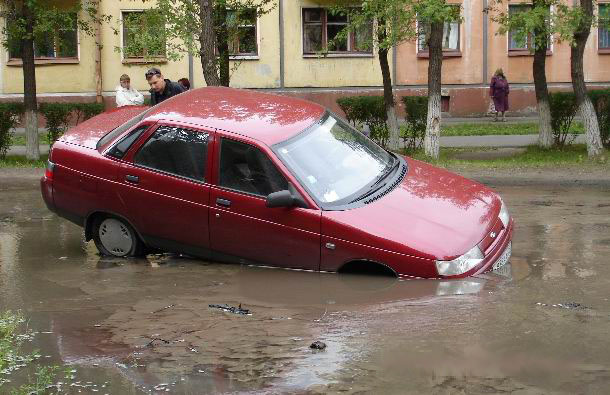
ДТП в луже. Северодвинск

## Лужи на дорогах и тротуарах
Лужи на тротуарах создают помехи для передвижения и портят обувь и одежду пешеходов.
Лужи на автомобильных дорогах повышают риск ДТП, снижая управляемость автомобиля (из-за эффекта аквапланирования) и видимость (из-за загрязнения лобового стекла), а также способствуют загрязнению автомобилей.
Лужи на дорогах и тротуарах являются следствием грубых нарушений правил дорожного строительства, заключающихся в отсутствии дренажа дорожного основания и/или несоблюдения принципа поперечного уклона дорожного покрытия. При подобных дефектах вода скапливается на поверхности вместо своевременного отведения в дренажные системы.

## Значение для живых организмов
Лужа также является самой малой формой водоёмов, а с точки зрения экологии и зоологии водные лужи представляют собой малые водные биотопы. С помощью микроскопа в лужах можно обнаружить также микроскопические формы жизни (зоопланктон), которые одним из первых обнаружил Антони ван Левенгук в конце XVII века, рассматривая каплю воды из лужи. Многих обитателей стоячих луж — дафний, босмин, диаптомусов, циклопов, личинки комаров, личинки стрекоз — можно разглядеть и в лупу.
Для многих живых организмов, таких как, например, насекомые и ракообразные, лужи привлекательны прохладой, повышенной влажностью и собственно наличием воды, в то время, как на возвышенностях обычно больше солнечного света и несколько теплее. В более глубоких лесных лужах развиваются земноводные: лягушки, жабы и тритоны, которые также могут останавливаться возле луж во время своего передвижения для отдыха в прохладе. Для бабочек лужи служат источником питательных веществ, таких как соли и аминокислоты.
Лужи представляют определённую важность и для птиц: как источник воды для питья и водоём для купания. Ласточки используют влажную глину из луж для витья своих гнёзд. Одной из причин уменьшения популяции деревенской ласточки в некоторых странах Европы является исчезновение луж из ландшафта деревень, которое произошло в результате обновления и перестройки многих дорог (проект «экономические дороги») в рамках содействия сельскому хозяйству внутри Европейского союза.
Лужи имеют значение для млекопитающих и рыб. Лоси и кабаны используют лужи для того, чтобы напиться, когда поблизости нет крупных водоёмов. Например, при пересыхании некоторых горных ручьёв, впадающих в Сакмару, в углублениях — колдобинах — остаётся вода, то есть образуются лужи, в которых в течение лета каждый год обитают рыбы гольяны, а иногда ельцы и хариусы.
Морфологическая флора луж сильно разнообразна. В лужах встречаются различные формы планктонных водорослей, споровые растения и др.

## В культуре и топонимике
Дождевые лужи — притягательный объект для художников-пейзажистов, вдохновившие на создание многочисленных лирических произведений. Лужи изображены в работах Жан Батиста Коро, Шарля-Франсуа Добиньи, Марии Якунчиковой, Михаила Козелла и др.
В фольклорной топонимике встречаются ироничные названия Маркизова лужа и Москворецкая лужа, для Невской губы и Старьковского болота (исток Москва-реки) соответственно.
В советское время появилась детская песня «Что такое лужа?», музыка О. Хромушина, слова А. Крупицкой, которая начинается следующими строками:
Что такое лужа?
Лужа — это море, в ней кусочек солнца, небо, облака.